# Пежо тип 150
Пежо тип 150 (фр. Peugeot Type 150) је моторно возило произведено 1914. године од стране француског произвођача аутомобила Пежо у њиховој фабрици у Лилу. У том раздобљу је укупно произведено 49 јединица.
Возило покреће четвороцилиндрични четворотактни мотор који је постављен напред, а преко кардана је пренет погон на задње точкове. Његова максимална снага била је 40 КС и запремине 7478 cm³.
Тип 150 се производио у две варијанте 150 и 150 С са међуосовинским растојањем од 3417 мм, а размак точкова је 1460 мм. Форма каросерије је торпедо са простором за четири до пет особа, а спортска варијанта је двосед.